# بازار تاریخی سبزوار
بازار سرپوشیده سبزوار قسمتی از باقی مانده بازار قدیم سبزوار است که در خیابان بیهق قرار گرفته و در تاریخ ۶ مهر ۱۳۸۴ با شماره ثبت ۱۳۴۳۳ در فهرست آثار ملی ایران به ثبت رسیده است.

## ویژگی‌ها
بازار سرپوش حدود ۱۴۰ متر طول داشته و در راستای شمال به جنوب قرار گرفته‌است و در مجموع ۹ مسیر ورودی و خروجی دارد که چهار خروجی آن مربوط به خیابان اسرار و سه خروجی مربوط به سراهای دودر، پنبه‌ای‌ها و هاشم‌آبادی، یک خروجی به راسته قنادها و خروجی آخر که در واقع مسیر اصلی بازار است، مربوط به خیابان بیهق می‌شود.
در حال حاضر بازار سر پوش ۸۵ حجره و مغازه دارد که اغلب به کار طلافروشی و پارچه‌فروشی مشغول هستند.

## تاریخچه
قسمتی از این بازار در سال ۱۳۱۶ برای احداث خیابان بیهق تخریب شده‌است.

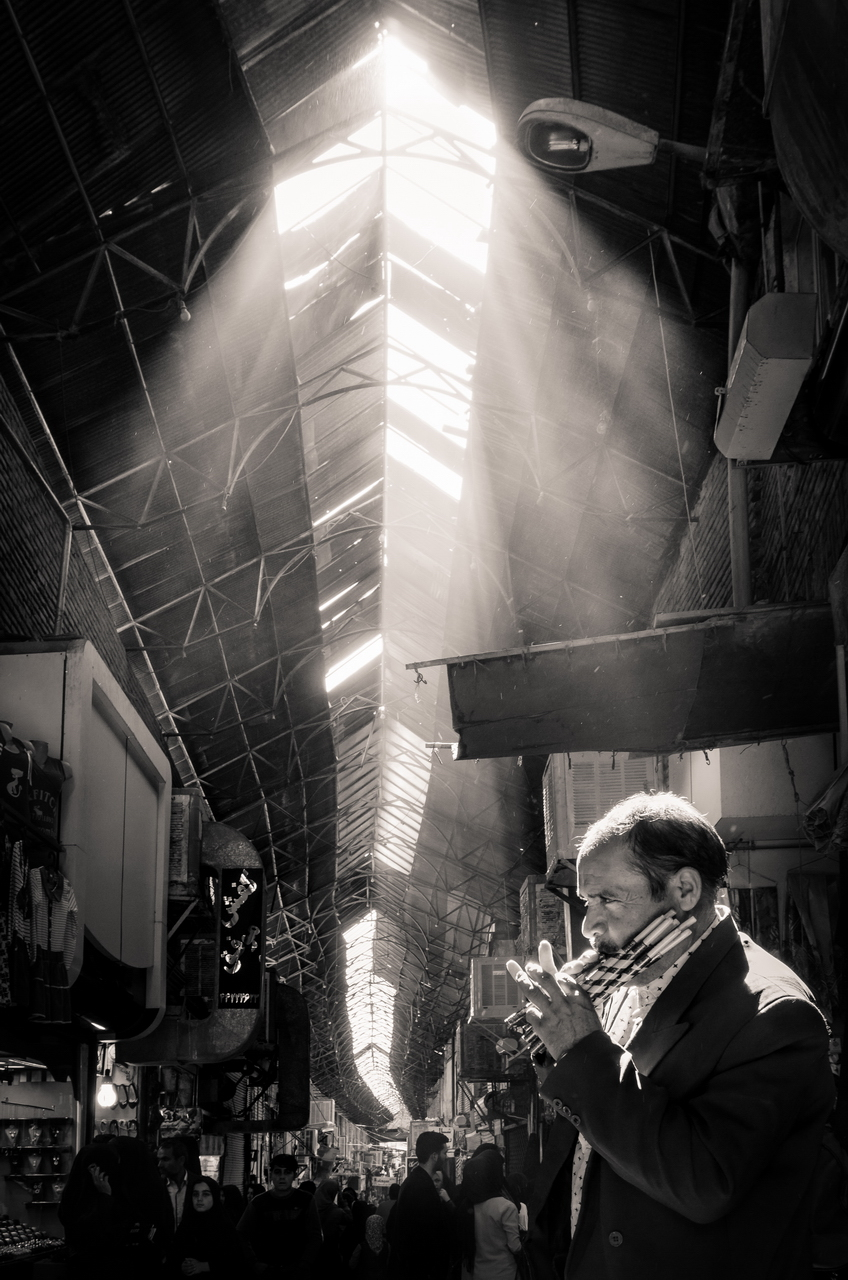
مردی در حال نواختن فلوت در بازار سنتی سبزوار